# Yuqui
Les Yuqui  sont une ethnie amérindienne de l'Amazonie bolivienne établie dans la province de Carrasco   (département de Cochabamba) entre les rívières Ichilo et Yapacaní. Leur langue, le Yuki,  appartient à la famille tupi-guarani .
Il semble que les Yuqui soient arrivés dans la zone qu'ils habitent actuellement à la suite de conflits internes à leur groupe de culture guaraní original. Ils quittent alors leur habitat situé plus au sud et entament une migration vers le « tropique de Cochabamba ». Plus tard, ils forment une alliance avec les sirionó mais se séparent dans les années 1930. Au cours du XXe siècle, ils subissent de plein fouet l'entrée sur leur territoire de nouveaux venus, forestiers, cocaleros, compagnies prospectrices de pétrole. Ceci a provoqué des affrontements et l'entrée de nouvelles maladies dont la tuberculose qui décime toujours la population Yuqui. Ceci ajouté à persistance de la tradition Yuqui voulant que l'on laisse mourir les nouveau-nés de sexe féminin a conduit à une réduction drastique de leur population de nos jours estimée à entre 150 et 200 personnes. Eux-mêmes indiquent qu'ils seraient 300.
Après être entrés en contact avec la New Tribes Mission d'obédience évangélique dans les années 1980, ils commencent à se sédentariser. Bien que cette présence leur apporte des bénéfices sociaux, elle entraine une rapide acculturation des Yuqui.
Ils pratiquent la cueillette, la pêche et la chasse pour se nourrir. Afin d'assurer des entrées d'argent, ils vendent leur artisanat dans les localités du tropique de Cochabamba.
Ils sont organisés au sein du Consejo Yuqui affilié à l'association des peuples indigènes du tropique de Cochabamba (CPITCO). Ce conseil a obtenu un titre de propriété collective sur 116 000 hectares de terres, un territoire qu'ils doivent néanmoins partager avec des populations allochtones venues du reste du pays TCO Yuqui-CIRI.